# Hans van Hemert
Hans Christiaan Willem van Hemert (Voorburg, 7 april 1945 – Hilversum, 7 oktober 2024) was een Nederlands muziekproducent, componist en tekstdichter. Hij was de zoon van Willy van Hemert, een pionier van de Nederlandse televisie in de jaren 1950 die bekend stond om zijn werk als regisseur en danseres Miep Kronenburg. De familie Van Hemert telde ook twee broers, Ruud van Hemert (een filmregisseur in de jaren 1980) en Eric van Hemert (schilder), evenals een zus, Ellen van Hemert (de actrice die de hoofdrol speelde in de eerste Nederlandse kleurenfilm, “Jenny”, geregisseerd door haar vader).

## Levensloop
Op 17 jarige leeftijd begon Hans van Hemert te werken bij platenmaatschappij Phonogram. Zijn ambitie om acteur te worden werd tenietgedaan door de afwijzing door de toneelschool.
Tussen 1963 en 1967 was Van Hemert zanger in de band 'The Caps', die drie singles uitbracht op het Phonogram-Philips label. Nadat The Caps in 1967 uit elkaar gingen, zouden naast Van Hemert nog andere ex-leden van de groep succesvol worden. Bert Ruiter ging naar de Nederlandse progrockband, “Focus”. Roy Beltman zou een veelgevraagd producer worden (BZN, Bonnie St. Claire...).
In 1967 werkte Van Hemert kort samen met Peter Koelewijn in het kortstondige duo “You and Me”. Samen brachten ze een single uit; 'Take Me Or Break Me'.
Toen Van Hemert door Phonograms verkoopafdeling werd ontslagen, werd hij door de afdeling 'Artiesten en repertoire' van hetzelfde bedrijf aangesteld als producer voor de afdeling 'Pop'. De toen twintigjarige Van Hemert was op dat moment verantwoordelijk voor groepen als Zen, Group 1850, Q65, The Motions, The Dukes, The Sound Magics en Big Wheel. Opmerkelijk is dat Hans van Hemert soms de solozang voor zijn rekening nam bij die groepen. Dit is het geval bij Mother No-Head van Group 1850 en If I Stay Too Long van Big Wheel.
Voor de televisieserie De Glazen Stad (geregisseerd door zijn vader) componeerde hij de muziek en begin jaren 70 bracht Van Hemert een aantal solosingles uit. Ook verscheen de elpee Hits voor zomaar een zomeravond met alleen liedjes die hij had geschreven en geproduceerd.

### Sandra & Andres (1966-1975)
Hans van Hemert bracht Sandra Reemer en Dries Holten samen in het duo “Sandra & Andres”, dat actief was van 1966 tot 1975. Het duo scoorde 14 hits in de Nederlandse Top 40. Hun signatuurnummer was de succesvolle Eurovisie Songfestival inzending “Als het om de liefde gaat” (1972), die op de 4e plaats eindigde. Deze single piekte op #3 in de Nederlandse Top 40 en #7 in de Vlaamse singles chart. In Duitsland bereikte de Duitse versie, “Was soll ich tun?”, #23, terwijl de Engelse versie, What Do I Do?, piekte op #46.

### Mouth & MacNeal (1971-1974)
In 1971 creëerde Hans van Hemert een ander muzikaal duo, “Mouth & MacNeal”, met Big Mouth (geboren Willem Duyn) en Maggie MacNeal (geboren Sjoukje van't Spijker). Vóór deze samenwerking had Big Mouth in de jaren zestig bij verschillende bands gezongen, waaronder Speedway. Ondertussen had MacNeal een solosingle uitgebracht voordat ze met Big Mouth ging samenwerken - een cover van Marvin Gaye's “I Heard It Through the Grapevine”, ook geproduceerd door Van Hemert.
Het duo bracht hun eerste single “Hey You Love” uit, die #5 bereikte in de Nederlandse Top 40. De volgende singles, “How Do You Do” en “Hello-A”, bereikten beide #1 in Nederland. In 1972 stond de door Van Hemert en Harry van Hoof geschreven “How Do You Do” bovenaan de hitlijsten in continentaal Europa en Scandinavië en bereikte het nummer #32 in Australië en nummer #2 in Canada. In de Verenigde Staten won het nummer aan populariteit dankzij radiopersoonlijkheid Jim Connors en bereikte uiteindelijk #8 op de Billboard Hot 100 in juli 1972. “How Do You Do” bleef 19 weken in de Amerikaanse hitlijsten staan en werd op 2 augustus 1972 bekroond met een gouden plaat door de RIAA. Het nummer verkocht alleen al in de VS meer dan een miljoen exemplaren en wereldwijd meer dan twee miljoen. Talloze artiesten hebben “How Do You Do” gecoverd en het werd gesampled door Party Animals in 2006 en door Scooter in 2007 voor “The Question Is What Is the Question?”, dat een Top 5-hit werd in Duitsland, Oostenrijk, Finland en Hongarije, en ook de Top 20 in Ierland en de Top 50 in Nederland en het Verenigd Koninkrijk bereikte.
In 1974 vertegenwoordigden Mouth & MacNeal Nederland op het Eurovisie Songfestival met hun nummer “Ik zie een ster / I See a Star”, waar ze derde werden achter ABBA en Gigliola Cinquetti. Dit nummer werd ook een top tien hit in de UK, met #8 als hoogste plaats.
In december 1974, kort na hun succes met “I See a Star,” besloten Mouth & MacNeal uit elkaar te gaan.

### Auntie (1972)
In 1972 schreef en produceerde Van Hemert “Auntie”, een lied ter ere van de 50e verjaardag van de BBC. Hij nam het op met verschillende bekende zangers uit de Europese popmuziek, waaronder Hildegard Knef, Enrico Macias, Alice Babs, Sandra & Andres, Demis Roussos en Vicky Leandros. "Auntie” bereikte de Top 5 in Nederland, maar behaalde niet het verwachte internationale succes.

### The Elephant Song door Kamahl (1975)
Namens het Wereld Natuur Fonds schreef Van Hemert “The Elephant Song”, dat oorspronkelijk bedoeld was voor Frank Sinatra in 1975. De Australische zanger Kamahl voerde het nummer uiteindelijk uit en het werd een nummer 1-hit in Nederland en Vlaanderen (België). Het bereikte ook #38 in Nieuw-Zeeland en #55 in Australië.

### Jaren 70
Door de eerder genoemde producties had Van Hemert een opmerkelijke invloed op verschillende andere populaire acts in de jaren 1970. Een aantal hiervan waren Cardinal Point, waarmee Van Hemert in 1972 een hit had met “Mama, Papa”, die #8 werd in Nederland, #23 in Vlaanderen en #48 in Duitsland. Het Britse broer-zus duo Mac & Katie Kissoon bracht datzelfde jaar “Sing Along” uit, gecomponeerd door Van Hemert, dat #1 werd in Nederland, #11 in Vlaanderen en #23 in Frankrijk. Liesbeth List had ook succes met de door Van Hemert geproduceerde single “Te Veel Te Vaak” in 1974, dat #11 werd in Nederland.
Van Hemert werkte samen met de in Nederland gevestigde Amerikaanse R&B-band American Gypsy aan hun hitsongs “Angel Eyes” en “Lady Eleanor”, die de Nederlandse Top 10 en Top 20 haalden in 1974. Hij werkte ook met Big Mouth & Little Eve - een vervolgproject van Mouth & MacNeal - aan het nummer “Uncle”, dat in 1975 een Top 5-hit werd in de Nederlandse en Vlaamse hitlijsten. Verder werkte hij samen met Sandra Reemer, voorheen van Sandra & Andres, die met “The Party's Over” in 1976 Nederland vertegenwoordigde en de 9e plaats behaalde op het Eurovisie Songfestival.
In 1976 produceerde Van Hemert de hit “002.345.709 (That's My Number)” van het Vlaamse discotrio Trinity, dat de Top 5 bereikte in de Nederlandse en Belgische hitlijsten. Hij produceerde ook “The Big Bear Bump” van Ronnie And The Big Bear in 1977, nog een Top 5-hit in de Nederlandse en Vlaamse hitlijsten. Daarnaast schreef hij “What Kind of Dance Is This” voor Veronica Unlimited in 1977, een single ter ere van het 12,5-jarig bestaan van de Veronica Top 40, die zowel in Nederland als België op #2 eindigde. In 1978 lanceerde Van Hemert samen met collega songwriter-producer Piet Souer het studioproject “Conquistador”. Hun single “Argentina”, geschreven voor de FIFA World Cup van 1978, bereikte de Top 5 in Nederland, België en Zwitserland.

### Janschen & Janschens (1976-1981)
Tussen 1976 en 1980, na jaren van samenwerking, bundelden Hans van Hemert en Piet Souer hun krachten onder het pseudoniem “Janschen & Janschens” om liedjes te schrijven voor verschillende artiesten, waaronder Luv', Trinity, Champagne, Veronica Unlimited, Teach-In, Ron Brandsteder, Conquistador, Liesbeth List, American Gypsy, Chips, en Doris D and The Pins (die in 1981 opmerkelijk succes hadden met twee hits: “Shine Up”, dat #1 bereikte in zowel Nederland als België en #15 in Duitsland, en ‘Dance On’, dat de Nederlandse en Vlaamse Top 5 en de Duitse Top 40 haalde). Van Hemert en Piet Souer beëindigden hun samenwerking in de winter van 1980/1981.

### Luv' (1977-1981)
Luv' was een meidengroep opgericht door Van Hemert met de hulp van Piet Souer en manager Han Meijer, die later werd vervangen door Pim Ter Linde. De originele en meest gevierde line-up van de groep bestond uit Patty Brard, Marga Scheide en José Hoebee. Aan het eind van de jaren 1970 en het begin van de jaren 1980 bereikte dit trio een aanzienlijke populariteit in een groot deel van continentaal Europa, maar ook in Israël, Zuid-Afrika, Rhodesië (nu Zimbabwe), Nieuw-Zeeland, Australië, Canada, Argentinië en Mexico.
Onder hun hitsingles waren “U.O.Me” (1978), de miljoenenhits “You're the Greatest Lover” (1978) en “Trojan Horse” (1978), maar ook “Casanova” (1979) en “Ooh, Yes I Do” (1979). In juli 1980 verliet Patty Brard de groep onverwacht en werd snel vervangen door Ria Thielsch. Het vernieuwde trio zorgde eind 1980 voor een Top 5-hit in zowel de Nederlandse als de Vlaamse hitlijsten met “My Number One”.
Kort daarna ging Luv' uit elkaar na wereldwijd zeven miljoen platen te hebben verkocht en 14 gouden en platina platen te hebben verdiend. Het originele trio maakte, samen met andere groepen, verschillende comebacks in de late jaren 1980, 1990, 2000 en 2010. Luv' stopte uiteindelijk officieel in februari 2020 vanwege José's slechte gezondheid.

### Juridische procedures
In 1979 richtten Hans van Hemert, Piet Souer en manager Pim ter Linde de onderneming InterLUV op, met als doel meer controle te hebben over aspecten van hun carrière, zoals merchandising en platenreleases. Voor de financiële en fiscale organisatie van deze onderneming werd gebruik gemaakt van constructies die waren opgesteld door belastingadviseurs van Moret Ernst & Young.
In 1983 werd Van Hemert door de FIOD ondervraagd in verband met vermeende belastingontduiking. Volgens Van Hemert leidde de fiscale constructie die door zijn adviseurs was opgesteld tot aanzienlijke financiële verliezen. Hij stelde Moret Ernst & Young verantwoordelijk en begon een juridische procedure om aan te tonen dat de gemaakte fouten niet aan hem te wijten waren. Deze zaak duurde acht jaar, maar de rechter oordeelde uiteindelijk niet in het voordeel van Van Hemert. Hierdoor had het conflict aanzienlijke financiële en persoonlijke gevolgen.
Hans van Hemert was betrokken bij meerdere juridische geschillen met muziekuitgeverijen over de exploitatie van zijn muziekwerken. Een prominente zaak betrof zijn conflict met Intersong Basart Publishing Group, onderdeel van Strengholt Music Group. In februari 2008 oordeelde de rechtbank van Amsterdam dat de uitgeverij de rechten op 227 van Van Hemerts composities moest teruggeven, omdat zij tekortgeschoten was in haar exploitatieverplichtingen. Intersong Basart kondigde aan in hoger beroep te gaan tegen deze uitspraak.
Daarnaast had Van Hemert een geschil met muziekuitgeverij Nanada Music. In deze zaak beschuldigde hij de uitgeverij van het niet nakomen van exploitatieverplichtingen. De rechtbank oordeelde echter dat Nanada Music voldoende inspanningen had geleverd bij de exploitatie van Van Hemerts werken, waardoor zijn claim werd afgewezen.

### Het post-Luv' tijdperk (jaren 1980)
Na de eerste ontbinding van Luv bleef Van Hemert actief in de muziekindustrie. Hij schreef en produceerde “Tick-a-thumps My Heart”, een single van Babe.
In 1981 lanceerde Van Hemert “Vulcano”. De band bestond uit Jos Groothuizen, Dee Dee (de artiestennaam van Anna Dekkers, die in 1978 een Nederlandse en Vlaamse Top 20 hit scoorde met haar cover van “I Put A Spell On You”), Suzanne Venneker en René van der Wel (die later werd vervangen door Hans van de Pol).
In 1983 nam Vulcano deel aan het Nationaal Songfestival, de Nederlandse voorselectie voor het Eurovisie Songfestival, en ze eindigden op de tweede plaats met het nummer “Een beetje van dit, een beetje van dat”. Ondanks hun tweede plaats werd het nummer een hit in Nederland (nummer 7) en in België (nummer 8). Na dit succes hadden ze nog een hit met “Als je haar maar goed zit”, dat ook de Nederlandse Top 20 binnenkwam in 1983. Vulcano ging in 1986 uit elkaar, maar maakte een comeback in de jaren 2000.
Van Hemert schreef het nummer “Meidengroep” in 1983 voor het Nederlandse kinderkoor Kinderen voor Kinderen, dat in Nederland de Top 10 haalde. Na dat succes had hij andere hitsingles die ook de Top 10 in Nederland en de Top 20 in Vlaanderen haalden, waaronder “I'm Your Son South America” van Silvio in 1984, “But Where My Love” van René Shuman in 1986 en “Let Your Sun Shine” van Frank Ashton & Mariska van Kolck in 1987.

### Wij Houden van Oranje (1988)
“Wij houden van Oranje” was een lied gezongen door André Hazes dat  populair werd na de overwinning van het Nederlands elftal op het UEFA Europees Kampioenschap in 1988. Hans van Hemert schreef de coupletten, terwijl het refrein was gebaseerd op de melodie van “Auld Lang Syne”. Aanvankelijk werd het lied aangeboden aan Willeke Alberti, maar zij sloeg de kans af omdat ze op dat moment getrouwd was met de Deense voetballer Søren Lerby. Het Nederlands elftal, inclusief Ruud Gullit, droeg achtergrondzang bij aan het nummer.
Nadat Nederland op zaterdag 25 juni 1988 het Europees Kampioenschap had gewonnen, werd het nummer uitgebreid gedraaid op Radio 2 en Radio 3. Een week later kwam de single opnieuw de Nationale Hitparade Top 100 binnen. Twee weken later bereikte het de nummer 1-positie en hield die positie drie weken vast. “Wij houden van Oranje” kwam meerdere keren terug in de Nederlandse Single Top 100 in 2008, 2010, 2012, 2014 en 2024. In totaal heeft het 28 weken in de Nederlandse Top 100 gestaan. Het piekte ook op #3 in de Nederlandse Top 40, waar het zeven weken bleef staan.
In 2006 bracht rapper Ali B een cover van het nummer uit, die nummer 2 bereikte in de Nederlandse Single Top 100 en zes weken in de hitlijst stond.

### Latere jaren
Van Hemert's muziekproductiebedrijf, Hans van Hemert Productions, werd in 1973 opgericht en geeft nog steeds licenties uit voor zijn hits.
In 2017 won Van Hemert de “Lifetime Achievement Award” bij de Buma Awards (de meest prestigieuze muziekceremonie van Nederland).
Op 13 oktober 2017 nam Van Hemert deel aan een lunch georganiseerd door het Koninklijk Huis in Paleis Noordeinde in Den Haag. Koning Willem-Alexander en Koningin Maxima der Nederlanden nodigden 27 prestigieuze gasten uit die een prijs wonnen voor hun bijdragen aan kunst, cultuur, wetenschap, media, journalistiek, sport en ondernemerschap. Frans Bromet, Eva Jinek, Rineke Dijkstra, Lee Towers en Ellie Lust behoorden onder andere tot de groep (naast Hans van Hemert) om te lunchen met het Koninklijk paar.
In 2024 is Hans van Hemert Productions overgenomen door zijn drie dochters.
Naast zijn Buma Award verzamelde Van Hemert 40 gouden en platina platen en diverse trofeeën, waaronder:
- Twee Conamus Exportprijzen voor zijn best verkopende acts in het buitenland: Mouth & MacNeal (in 1972) en Luv' (in 1979).
- ASCAP award in de Verenigde Staten voor het nummer “How Do You Do” van Mouth & MacNeal in 1972.
- Gouden Harp in 1974 voor zijn talenten als producer.

### Sample Eminem
In juli 2024 bracht de Amerikaanse rapper Eminem zijn album "The Death of Slim Shady (Coup de Grâce)" uit, waarop het nummer "Lucifer" staat. Dit nummer bevat een sample van Van Hemerts "Land of Milk and Honey" uit 1971, een B-kant van het Nederlandse duo Mouth & MacNeal. Van Hemert beschouwde het gebruik van de sample als "een kroon" op zijn werk 

## Persoonlijke leven
Hans van Hemert was de zoon van televisieregisseur Willy van Hemert en danseres Miep Kronenburg. Het gezin bestond uit nog twee broers, Ruud van Hemert (filmregisseur) en Eric van Hemert (kunstenaar) en een zus Ellen van Hemert (actrice en schilderes).
In 2007 werd bij Van Hemert prostaatkanker vastgesteld. Hij onderging daarop verschillende behandelingen. In 2023 kreeg hij te horen dat er agressieve uitzaaiingen waren ontdekt. Na palliatieve zorg overleed Van Hemert op 7 oktober 2024 op 79-jarige leeftijd. De begrafenis vond plaats op 15 oktober in de historische 16e-eeuwse Nederlands Hervormde Kerk in Blaricum, Nederland. De liedjesschrijver werd ter ruste gelegd vergezeld door familie en goede vrienden uit de entertainmentindustrie, waaronder Patty Brard, André van Duin, Ciska Peters en haar man, de voormalige Luv's manager Pim ter Linde, Vivian Boelen, Tineke de Nooij en Sjoukje Smit (Maggie MacNeal).